# Instant Star: Greatest Hits
 (mars 2023).
Si vous disposez d'ouvrages ou d'articles de référence ou si vous connaissez des sites web de qualité traitant du thème abordé ici, merci de compléter l'article en donnant les références utiles à sa vérifiabilité et en les liant à la section « Notes et références ».

Instant Star: Greatest Hits est l'album Best-Of de tous les Sountrack de toutes les saisons de la série télévisée canadienne Ma vie de star (2004-2008).

## Liste des Chansons
Songs From Instant Star : Greatest Hits :
1. "Temporary Insanity (Remix)" — Alexz Johnson
2. "Liar Liar (Remix)" — Alexz Johnson
3. "24 Hours" — Alexz Johnson
4. "Let Me Fall" — Alexz Johnson
5. "Skin" — Alexz Johnson
6. "How Strong Do You Think I Am" — Alexz Johnson
7. "There's Us" — Alexz Johnson
8. "Anyone But You" —Alexz Johnson
9. "White Lines" — Alexz Johnson
10. "I Will Be The Flame" — Alexz Johnson feat. Cory Lee
11. "I Don't Know If I Should Stay" - Alexz Johnson
12. "Unraveling" — Tyler Kyte
13. "Perfect" — Alexz Johnson (Bonus)
14. "I Just Wanted Your Love" — Alexz Johnson (Bonus)